# Fernando Schiavetti

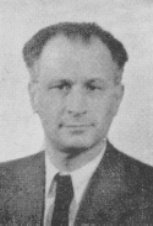
Fernando Schiavetti

Fernando Schiavetti (* 24. August 1892 in Rom; † 16. Februar 1970 ebenda) war ein italienischer Antifaschist, Politiker, Journalist und Leiter der Freien Italienischen Schule in Zürich.

## Leben
Fernando Schiavetti absolvierte 1916 die philosophische Fakultät der Universität Pisa und leitete danach die Tageszeitung der Republikanischen Partei Italiens, La Voce Repubblicana, bis diese wegen des Verbots aller antifaschistischen Zeitungen im Jahre 1926 ihr Erscheinen einstellen musste. Um sich der Verfolgung durch das faschistische Regime zu entziehen, ließ er sich mit seiner Frau Giulia Bondanini und den beiden Töchtern Annarella (1921–2014) und Franca (1925–1996) zunächst in Frankreich (Marseille), danach in der Schweiz nieder. Er lebte 1931 bis 1945 in Zürich, wo er im Jahre 1931 die Leitung der 1930 neu gegründeten Scuola libera italiana (Freie Italienische Schule) übernehmen konnte, um ein regelmäßiges Einkommen zu haben und so seine Familie durchbringen konnte. Gleichzeitig erteilte er für italienische Emigranten Weiterbildungskurse in Arbeiterkultur und arbeitete bei der Zeitung Libera Stampa mit. 1943 gehörte er zu den Gründern der Federazione delle colonie libere italiane in der Schweiz.
1945 kehrte er nach Italien zurück und wurde im folgenden Jahr als Kandidat der Aktionspartei ins Parlament gewählt. Später trat er der Sozialistischen Partei Italiens (PSI), die ab 1963 an mehreren Regierungen beteiligt war. Als sich als eine Folge der Regierungsbeteiligung im darauffolgenden Jahr der radikale Flügel der PSI als PSIUP (Sozialistische Partei der Proletarischen Einheit, italienisch Partito Socialista Italiano di Unità Proletaria) abspaltete, trat er der neuen Partei bei; diese ging 1974 in der Kommunistischen Partei Italiens (PCI) auf. Als Senator beendete er seine politische Karriere.